# Світ і його жінка
Світ і його жінка (англ. The World and Its Woman) — американська драма режисера Френка Ллойда 1919 року.

## Сюжет
Російська сільська дівчина піднімається до слави оперної примадонни. Вона стає коханою російського царевича. Коли в 1917 починається революція, пара намагається перетнути крижані степи і знайти свій шлях до Америки.

## У ролях
- Джеральдіна Фаррар — Марсія Воррен
- Лу Телеген — принц Микола Орбельян
- Алек Б. Френсіс — принц Микола Орбельян старший
- Френсіс Маріон— принц Микола Орбельян молодший
- Едвард Коннеллі — Роберт Воррен
- Наомі Чілдерс — баронеса Ольга
- Лосон Батт — Петро Порошин
- Артур Едмунд Керью — граф Алекс Воронассоф
- Роуз Діоне — Єріна Родіна
- Лідія Йеменс Тітус — Мамі Коннорс